# Saint-Étienne-des-Sorts
Saint-Étienne-des-Sorts é uma comuna francesa na região administrativa de Occitânia, no departamento de Gard. Estende-se por uma área de 9,85 km². Em 2010 a comuna tinha 564 habitantes (densidade: 57,3 hab./km²).